# 王跃胜
王跃胜（1962年—），山西怀仁人，汉族，中华人民共和国政治人物、第十一届全国人民代表大会山西地区代表。

## 生平
毕业于中国人民大学工商管理专业，担任飞宇集团总裁。1998年在北京中关村创办“飞宇”网吧。2008年起担任全国人大代表。2018年1月，当选第十三届全国政协委员。